# 5177 Hugowolf
5177 Hugowolf eller 1989 AY6 är en asteroid i huvudbältet som upptäcktes den 10 januari 1989 av den tyske astronomen Freimut Börngen vid Tautenburg-observatoriet. Den är uppkallad efeter den österrikiske kompositören Hugo Wolf.
Asteroiden har en diameter på ungefär 8 kilometer.